# دره ملکه‌ها
درهٔ ملکه‌ها (به عربی: وادي الملكات) نام دره‌ای باستانی در کشور مصر است که در دوران مصر باستان به عنوان گورستان همسران فرعون‌ها مورد استفاده قرار می‌گرفته‌است.
درهٔ ملکه‌ها در نزدیکی شهر باستانی تبس (شهر کنونی اقصر) قرار دارد. مقبره بسیاری از فرزندان فرعون‌ها نیز در دره ملکه‌ها واقع شده‌است.

## نگارخانه

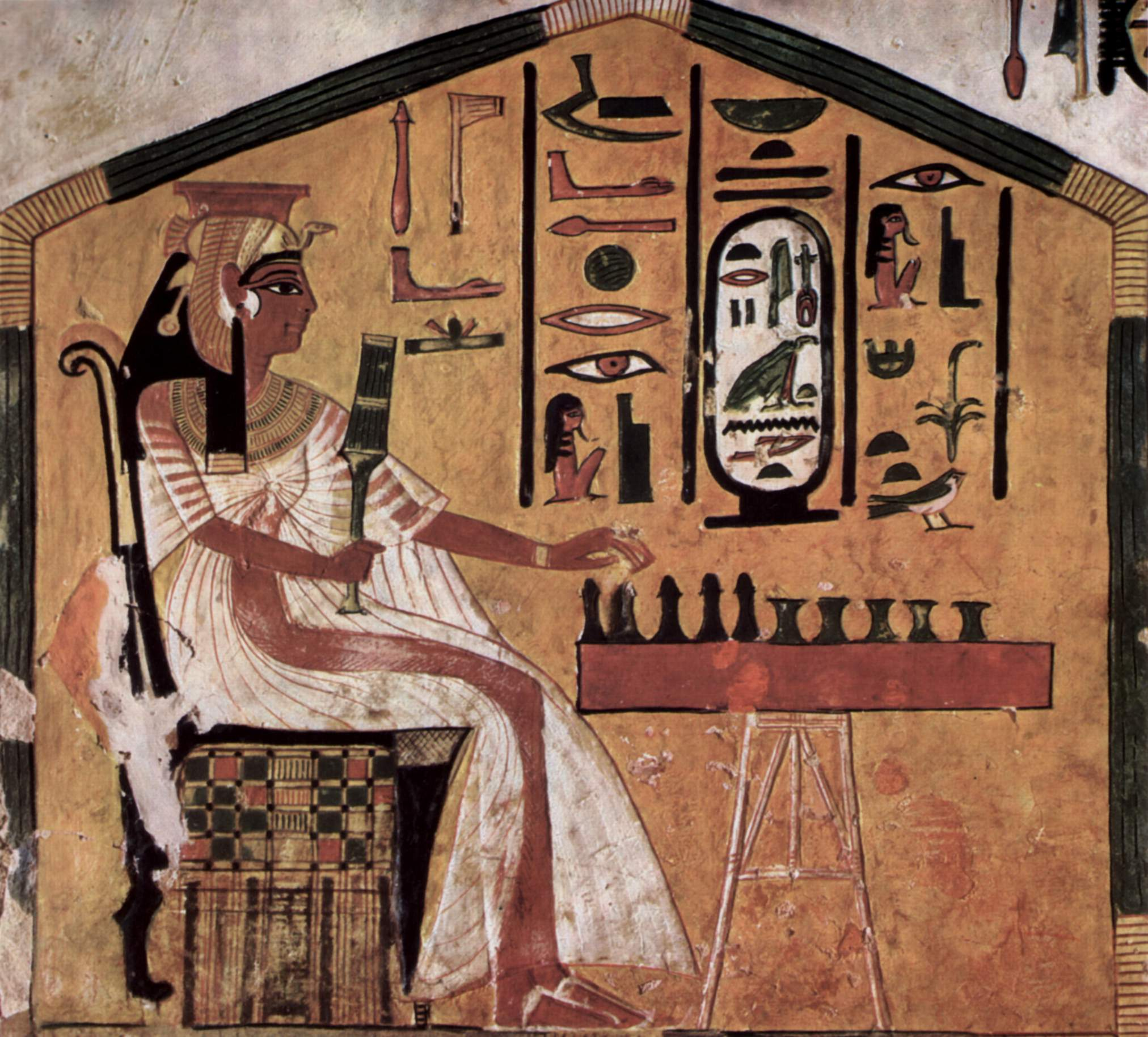
تصویری از نگاره‌های داخل مقبره نفرتاری